# São Lourenço da Mata
São Lourenço da Mata este un oraș în Pernambuco (PE), Brazilia.